# Колобок

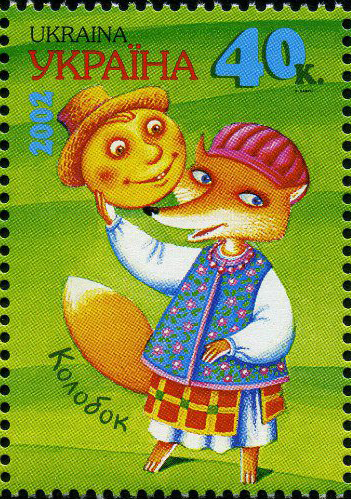
Поштова марка з зображенням Колобка.

Колобо́к — герой однойменної української казки: круглий виріб із борошна, що раптом ожив і втік із дому; після зустрічі з кількома тваринами, його або з'їла лисиця, чи (в інших переказах) зламала об нього зуби. Первісно колобок — річ, яка має вигляд кола чи кулі, зокрема назва виробу з борошна (хліба, печива, вареника). Казки з подібним сюжетом поширені у хліборобських народів, зокрема в слов'янських, де головною дійовою особою постає круглий хліб або корж..

## Етимологія
Походження слова колобок остаточно не з'ясоване, запропоновані такі версії:
- пов'язується з прасл. *klǫbъ («щось закручене, звите, подібне до кулі», «клуб»);
- можливо як скорочений синонім українського круглобокий (колобокий);
- зіставляється з латис. kalbaks («шматок хліба»);
- від прасл. *kolo («коло», «колесо»), тобто «те, що кругле і котиться», але ця версія недостатньо аргументована;
- від грец. κόλλαβος («вид пшеничного хліба, пиріг») — ця версія розглядається як непереконлива з фонетичного погляду;
- від швед. klabb («цурка»), норв. klabb («грудка») чи дав.-ісл. kolfr («брус, паля, жердина») — ця гіпотеза теж необґрунтована з фонетичної точки зору;
- зіставляється з словен. sklabotina («осад», «намив») — це припущення також вважається безпідставним[1].

## Колобок у казках
У багатьох слов'янських народів існує казка про Колобка з певними відмінностями в сюжеті. Казка саме про Колобка (а не інших подібних дійових осіб) поширена в українців, білорусів та росіян. Вона ж відома і в евенків, чувашів (йăвача), які вважають її своєю.
У народній казці Колобок — це круглий мучний виріб, наділений людськими рисами. В Україні — це одна з перших казок, яку розповідають дітям.

### Основна оповідь

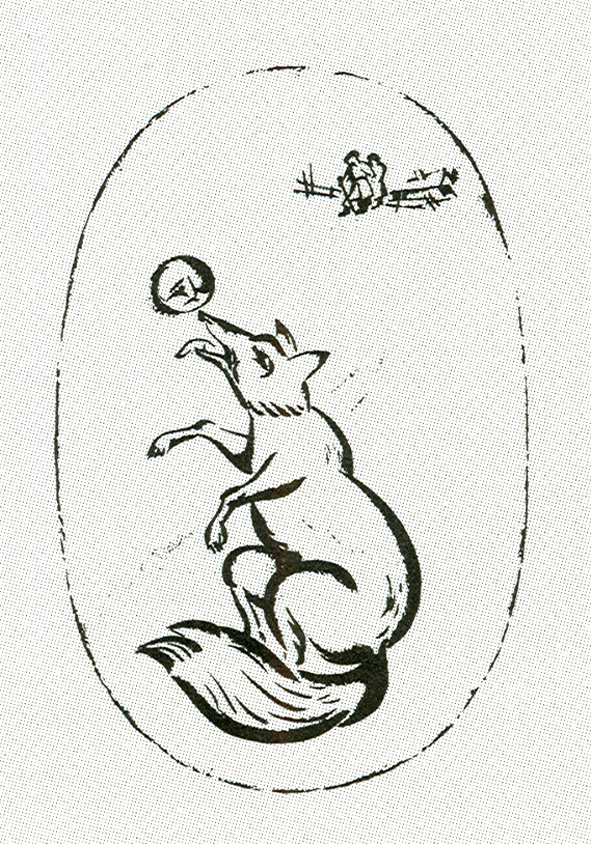
Ілюстрація з німецького видання українських казок із малюнками Еля Лисицького. Берлін. 1922 рік.

Живуть собі дід та баба, у яких немає дітей. Дід просить бабу спекти хліба. Баба збирає всі залишки борошна, які є в хаті (жили бідно), місить тісто, випікає колобка і ставить на вікно, щоб той охолонув. Колобок раптом оживає і тікає від діда й баби. Під час своєї подорожі Колобок зустрічає одного за одним кількох казкових звірів: Зайчика-побігайчика, Вовчика-братика, Ведмедя-наброда та Лисичку-сестричку. Кожен із них хоче його з'їсти. Кожному він неодмінно співає пісеньку про те, що він утік від попередніх істот, тож втече й від нього: «Я від баби втік, я від діда втік, я від зайця втік… і від тебе втечу». Від усіх йому вдається втекти, окрім Лисиці, яка вдає із себе глуху та заманює Колобка прямо собі до рота, щоб краще чути, та зненацька з'їдає.

### Видозміни оповіді
- В одному з українських різновидів казки, Колобка замінює Коржик.
- Лисичка намагається з'їсти Колобка, але той виявляється черствим і Лисиця ламає собі зуби. Колобок котиться далі й казці кінець.
- Лисичка намагається з'їсти Колобка, але він виявляється черствим і Лисиця ламає собі зуби. Колобок повертається назад до баби та діда, які їдять картоплю і, дізнавшись про те, що Лисиця зламала собі зуби, дуже радіють, що зберегли свої, не з'ївши самі Колобка.
- У деяких дослідженнях Інституту російської мови, зустрічаються варіанти казки із сімома персонажами, кожен з яких відкушує від Колобка по шматочку, а останній з'їдає його повністю. Проте він не може бути перетравлений, тому казкові герої один за одним відригують з'їдені шматочки, і Колобок, збираючись по шматочках знов, продовжує свою подорож.
- У варіанті, засвідченому на Алтаї, дід і баба живуть зі снохою. Колобок зустрічає героїв місцевого фольклору, як от горностай і шаман[4].
- У версії казки з Прибайкалля, Колобка вбиває баба[5].

## Походження образу
Подібні за сюжетом казки існують у численних хліборобських народів: американська «Пряниковий чоловічок», англійська «Джонні-пончик», подібні історії трапляються у скандинавських, німецьких, узбецьких, татарських казках.
Український фольклорист Віктор Давидюк пояснював Колобка як приналежність обряду, адже його спечено з символічного останнього борошна та покладено на символічне місце — вікно. Та хоча Колобок очевидно пов'язаний із хліборобством, його зустрічі з тваринами походять із давнішого пласту мисливських обрядів. Оповідь про шлях до Лисички слугує поясненням чому її, як предмет полювання, потрібно вбити. Зрештою вбивство Лисички виправдовується тим, що вона з'їла священний хліб, Колобка, та мусить бути за це покарана.
Російський фольклорист Микита Толстой вважав казку про Колобка спорідненою з переказами про «страждання» жита, конопель, льону, в яких вони олюднюються і описується їхнє перетворення на певний виріб — хліб, тканину. В таких оповідях рослину ріжуть, б'ють ціпами, печуть у печі тощо, що наділяє її силою. За стародавніми віруваннями, опис творення чого-небудь, має чарівну здатність захищати від нечистої сили, грози, грому, смертельної біди. Розповідання Колобком власної появи на світ, захищає його від звірів. Толстой ототожнював Колобка з останньою дитиною подружжя, котра за повір'ями має надприродні здібності лікувати, захищати від чаклунства, прикликати й відганяти дощ.

## Культурне значення
За класифікацією Аарне-Томпсона казки на зразок «Колобка» вирізняються особливим сюжетом — «їжа-утікач».
Казка про Колобка неодноразово екранізувалася в різних представленнях:
- «Колобок» — мальований мультфільм, «Союздетмультфільм», 1936.
- «Колобок» — ляльковий мультфільм, «Союзмультфільм», 1956.
- «Казка про Колобка» — ляльковий мультфільм за мотивами казки, «Союзмультфільм», 1969.
- «Дуже стара казка» — ляльковий мультфільм, «Київнаукфільм», 1983.
- «Колобок, колобок!..» — мальований мультфільм для дорослих, студія «Екран», 1988.
- «Колобок» — мальований мультфільм Олександра Бубнова, 1990..
- «Колобок» — мальований мультфільм, студія «Класика», 2006.
- «Колобок. Одного разу в Чорнобилі» — авангардний мультфільм для дорослих, Анатолій Кочеваткін, 2008.
- «Сучасний колобок» — пародійний мультфільм для дорослих, KuTstupid, 2011 року.
- «Колобок» — мультиплікаційний фільм, студія «Пілот», 2012.
- «Останній богатир: Корінь зла» (2020) та «Останній богатир: Посланець пітьми» (2021) — персонажа озвучує Гарік Харламов.
- «Кощій. Викрадач наречених» — анімаційний фільм, 2022.

Вважається остаточно не встановленим, де виникла казка про Колобка: на землях населених українцями («коло» українською означає «круг» або «біля»… чогось) чи росіянами. Згідно з російською картою казок від 2011 року, «батьківщиною» Колобка названо місто Російської Федерації Ульяновськ.
Одним із перших на теренах України, казку про Колобка проілюстрував Сергій Конончук. Набір рисунків до народної казки «Колобок» був виконаний ще 1929 року, проте їх надрукували лише в 1980-х роках завдяки сестрі Сергія Конончука, Неонілі.

Сергій Конончук. Рисунок до української народної казки «Колобок». 1929. Туш, гуаш, пензель
Сергій Конончук. Ілюстрації до української народної казки «Колобок». 1929. Туш, гуаш, пензель